# Elbasan
För andra betydelser, se Elbasan (olika betydelser).
Elbasan (albanska: Elbasan med böjningsformen Elbasani) är en ort och kommun i prefekturen Elbasan i Albanien. Elbasan är centralort för prefekturen med samma namn. Det är en viktig industristad. Genom staden flyter floden Shkumbin.
Den nuvarande kommunen bildades 2015 genom sammanslagningen av kommunerna Bradashesh, Elbasan, Funar, Gjergjan, Gjinar, Gracen, Labinot-Fushë, Labinot-Mal, Papër, Shirgjan, Shushica, Tregan och Zavalina. Kommunen hade 141 714 invånare (2011) på en yta av 872,03 km². Den tidigare kommunen hade 78 703 invånare (2011).

## Historia
Staden hette under antiken Scampa. Den blev efter den osmanska erövningen av staden 1466 ett fångläger, som på turkiska hette El basan. Föremål från antiken förvaras på ett slott från 1500-talet som idag är öppet som museum.

## Kända personer
- Kategori:Personer från Elbasan

## Elbasan
Elbasan har följande vänorter:
- Novi Ligure, Italien
- Treviso, Italien
- Mitrovica, Kosovo
- Newcastle upon Tyne, Storbritannien
- Iquitos, Peru